# Interoute
Interoute fue un operador de telecomunicación paneuropeo propiedad de accionistas privados radicados a nivel internacional. El mayor era la "Sandoz Family Foundation", una de las mayores fundaciones familiares privadas del mundo.
La red de fibra óptica de Interoute la formaban doce anillos que conectan 93 ciudades de 22 países a través de más de 56.000 kilómetros de fibra óptica. Contaba con redes de área metropolitanas (MAN) en Ámsterdam, Fráncfort, Londres, Madrid, Milán, Barcelona, Berlín, Bruselas, Dusseldorf, Ginebra, Hamburgo, Múnich, Niza, Praga, Rótterdam, Stuttgart, París, Roma, Zúrich y Viena.
Interoute fue fundada a principio de los años 90 como operador dedicado a prestar servicios de voz a empresas europeas. Al mismo tiempo, gracias a la financiación proporcionada por la [Fundación Sandoz], acometió la construcción de su red de fibra óptica en Europa.
En junio de 2002, la compañía adquirió, entre otros, los activos de Redes de Área Metropolitana del operador paneuropeo Ebone (anteriormente GTS) en ocho ciudades europeas. A final del mismo año, Interoute vendió su actividad mayorista de minutos de voz a Wavecrest, para poder concentrarse en su negocio clave de proporcionar servicios empleando su red internacional.
En noviembre de 2002, la compañía emprendió la importante tarea de renegociar su contrato de suministro y construcción con el fabricante Alcatel. Como parte de esta reestructuración, la empresa quedó libre de toda deuda y la entidad resultante, Interoute Communications Limited, con sede en Londres, consiguió en pocos meses uno de los mayores contratos de servicios de telecomunicación en Europa, el suministro de servicios para los JJ. OO. de Atenas 2004.

## Compañías adquiridas
Desde 2003, Interoute ha realizado diversas adquisiciones estratégicas, entre otras Virtue Media Services, una empresa especializada en difusión, gestión de contenidos digitales multimedia, que han sido incorporados al catálogo de productos de Interoute.
En mayo de 2004, Interoute adquirió el operador centroeuropeo Central European Communications Holdings BV y sus filiales en la República Checa, Eslovaquia, Hungría, Austria, Alemania, Polonia y Rumanía, para ayudar a sus clientes a disponer de servicios en los nuevos territorios de la Unión Europea. 
Posteriormente adquirió la unidad de negocio de Hosting de PSINet y Via Net.Works en toda Europa, excepto Reino Unido. En febrero de 2011 adquirió los activos de fibra y tubos de KPN en Alemania, añadiendo otros 3600 km de fibra a su red. En marzo de 2011 adquirió el especialista en videoconferencia y telepresencia Visual Conference Group y en septiembre de 2011 anunció la compra del proveedor de servicios gestionados en la nube Quantix. En noviembre de 2012 adquirió la empresa danesa Comendo Network y en octubre de 2014 la compañía británica Vtesse con presencia en diversas ciudades del Reino Unido, lo que permitió extender la cobertura de su red de fibra óptica hasta los 67.000 kilómetros y conectar hasta 195 centros de datos.
En septiembre de 2015, Interoute anunció la compra de su competidor Easynet por 402 millones de libras esterlinas.

## Servicios
La compañía ofrecía a otros operadores y a empresas servicios de ancho de banda internacional, IP, hosting, voz sobre IP, redes privadas virtuales, Centros de Datos Virtuales, etc. Cuenta con unos 900 empleados distribuidos en Europa y Norteamérica.

## Cloud Computing
Interoute emprendió un ambicioso proyecto para extender los servicios de Cloud Computing por diversos continentes para ofrecer servicios de Centros de Datos Virtual (VDC) en Europa (Madrid, París, Londres, Slough, Ámsterdam, Ginebra, Zúrich, Frankfurt, Berlín, Frankfurt, Estocolmo y Milán), Asia (Hong Kong y Singapur) y América (Nueva York, Los Ángeles).

## Adquisición por GTT
El 26 de febrero de 2018, el operador norteamericano GTT Communications anunció la compra de Interoute por 2300 millones de dólares. La operación se completó el 31 de mayo.